# Мелеагр Македонский
Мелеа́гр (греч. Μελέαγρος) — македонский царь, правивший в мае—июне 279 года до н. э.

## Биография
Мелеагр был сыном царя Птолемея I. Он смог стать македонским царем в мае 279 года до н. э. после гибели своего старшего брата, Птолемея II Керавна, однако по неспособности был свергнут через два месяца Антипатром, племянником Кассандра. Дальнейшая судьба Мелеагра неизвестна.